# SIMPA
Международный секретариат масонских адогматических организаций (фр. Secrétariat international Maçonnique des Puissances Adogmatiques (SIMPA)) — международная организация, объединяющая масонские послушания. Основными участниками SIMPA являются либеральные масонские организации, которые придерживаются адогматических принципов в масонстве.

## История
Организация была основана 26 декабря 1998 года, в Брюсселе. Эта организация была создана после того, как Великий восток Франции и Великий восток Бельгии вышли из другой международной масонской организации — CLIPSAS.

## Члены организации
- Великий восток Франции
- Великий восток Бельгии
- Великая ложа Бельгии
- Французская федерация Право человека
- Великая ложа Италии
- Великая женская ложа Бельгии
- Великая ложа Мемфис-Мицраим Франции
- Великая женская ложа Мемфис - Мицраим
- Великая смешанная универсальная ложа
- Суверенный великий восток Греции
- Великий восток Венгрии
- Великий восток Люксембурга
- Великий восток Польши
- Великая символическая ложа Испании
- Великий восток Швейцарии
- Великая женская ложа Швейцарии
- Великая ложа либеральных масонов Турции
- Союз Джорджа Вашингтона
- Объединённая великая ложа Сан-Паоло (Бразилия)
- Великий восток Санта Катарины (Бразилия)[1]